# Quintus Lollius Urbicus
Quintus Lollius Urbicus , né à Tiddis en Numidie (actuelle Constantine (Algérie)) vers 110 ap. J.-C. et décédé vers 160 ap. J.-C., est un sénateur romain d'origine berbère numide (romanisé), qui mena une carrière sénatoriale exceptionnellement brillante au milieu du deuxième siècle et fut gouverneur de la province romaine de Britannia (actuelle Grande-Bretagne) de 138 à 144, à la suite d'un décret de l’empereur romain Antonin le Pieux et fit également construire le Mur d'Antonin. Il termina sa carrière comme préfet de Rome.

## Biographie

### Origine
Lollius Urbicus était un Africain numide (berbère) romanisé, originaire de Tiddis, agglomération appartenant au territoire de la cité de Cirta, en Numidie (actuelle Algérie). Il nous est connu essentiellement par des inscriptions latines retrouvées à Tiddis ou à proximité. Un mausolée circulaire édifié à quatre kilomètres au Nord de Tiddis et consacré à son père, à sa mère, à deux de ses frères et à son oncle nous permet de connaître son milieu familial. L'inscription précise en effet que son père était M. Lollius Senecio, marié à Grania Honorata, sœur de P. Granius Paulus. Ses deux frères se nommaient M. Lollius Honoratus (surnom tiré du nom de la mère) et L. Lollius Senis. Leur surnoms laissent penser qu'Urbicus était le plus jeune de la fratrie. L'accession à l'ordre sénatorial exigeait la possession d'un cens minimal d'un million de sesterces : la famille des Lollii était une des « grandes familles du pays ». La gens de la mère, les Granii, est bien attestée sur le territoire de la confédération cirtéenne et constituait sans doute aussi une famille importante. Tout porte à croire qu'Urbicus fut le premier membre de sa famille à entrer au sénat : il était un homo novus.

### Carrière
Deux inscriptions aux textes assez similaires nous font connaître le cursus honorum de notre personnage : les différentes charges qu'il exerça au sein de l'administration politique et militaire de l'empire romain. De ces deux textes, la dédicace du socle de la statue que la ville de Tiddis lui avait élevée est la mieux conservée. 
Urbicus a gravi les échelons en suivant la hiérarchie de la carrière sénatoriale. Il a d'abord été chargé d'un curatèle d'entretien de voirie (quattuorvir viarum curandarum), puis fait un an de service militaire comme tribun militaire dans la XXIIème Légion Primigenia qui tenait sa garnison en Germanie supérieure. Après avoir exercé la questure à Rome même, il fut successivement légat du proconsul d'Asie, tribun de la plèbe et préteur. Dans ces deux derniers postes, il est le candidat officiel de l'empereur, signe de la recommandation explicite de ce dernier : Urbicus est donc déjà bien vu en cour et bénéficie d'appuis puissants.
Il est nommé ensuite légat de légion de la Xème Légion Gemina qui se trouvait en Pannonie : cette nomination directe à la tête d'une légion le destinait à une carrière courte et rapide jusqu'au consulat. À la tête de ses troupes il est appelé à servir dans l'expédition dirigée contre les juifs en 132-135 (Révolte de Bar Kokhba) sous l'empereur Hadrien, il obtint, en récompense de ses exploits, une lance d'honneur et une couronne d'or. Après son consulat suffect, qu'il faut placer vers 135, il fut ensuite gouverneur de la province de Germanie inférieure puis entre 139 et 142 légat d'Auguste propréteur de la province de Britannia au nord de laquelle il mate les tribus Brigantes. Plusieurs inscriptions attestent de son œuvre : au fort de Corbridge sur le mur d'Hadrien avec la legio II Augusta, puis à Balmuidly au mur d'Antonin. 
Il termina sa carrière en tant que préfet de Rome, fonction extrêmement honorifique et prestigieuse. On considère parfois qu'il resta en poste de 150 à 160, durée particulièrement longue, mais cela n'est pas explicitement prouvé : sa date d'arrivée en poste est postérieure à 146, mais n'est pas précisément connue, et il n'est pas sûr qu'il soit le préfet dont la mort est connue en 160.

### Commentaires sur son ascension sociale
Citant cette même inscription détaillant la carrière de Quintus Lollius Urbicus, l'historien Colin Wells fait remarquer à quel point l’empire romain fut remarquable en ce sens qu’il permit à de nombreux individus issus de milieux modestes, quelle que soit leur culture, de s’élever dans la hiérarchie. Il conclut que « À aucune autre période de l’histoire, le deuxième ou troisième fils d’un propriétaire terrien berbère d’une petite ville de l’intérieur aurait pu faire une telle carrière qui l’a amené à occuper les plus hautes fonctions en Asie, Judée, sur le Danube...le Bas-Rhin et la Bretagne pour terminer sa carrière comme préfet de Rome, la capitale de l’empire romain auquel toutes ces provinces appartenaient». Il faut cependant fortement nuancer cette présentation des origines d'Urbicus : la région de Cirta avait été précocement romanisée, sur la base sociale et politique léguée par le puissant royaume Numide dont Cirta fut la capitale et par l'apport de colons romains nombreux par Publius Sittius. Lollius Urbicus est le premier représentant des nombreux sénateurs originaires de Numidie qui sont attestés à la fin de l'époque antonine, autour de Fronton et au début de l'époque sévérienne : Lollius Urbicus est donc pleinement représentatif de l'intégration des aristocraties locales et provinciales aux ordres dirigeants de l'empire. Tant l'usage d'un mausolée circulaire que l'intégration à l'ordre sénatorial dénotent pour la famille d'Urbicus de capacités financières très importantes et d'une très bonne intégration à la culture des élites impériales.

## Mausolée

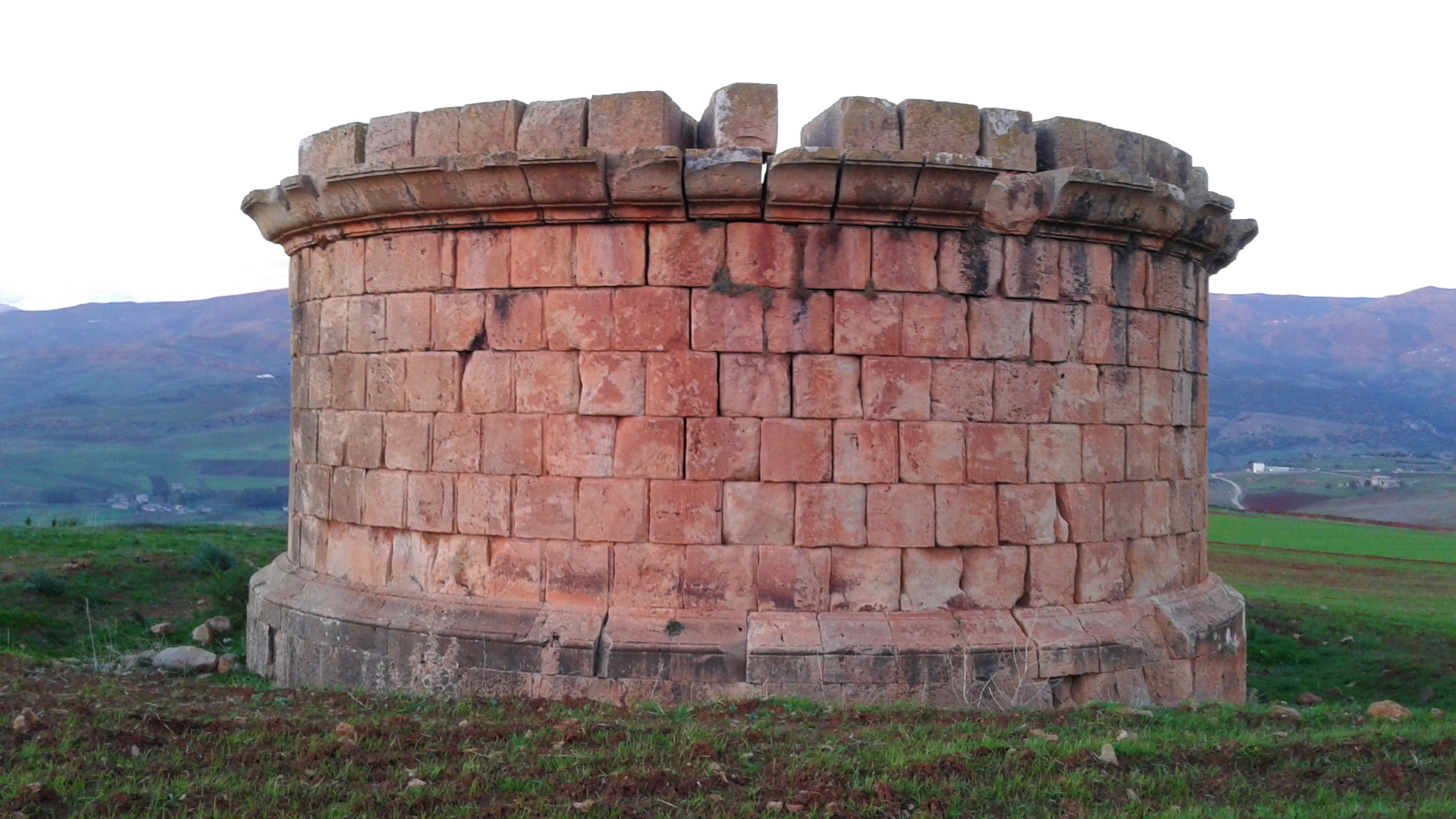
Mausolée de Quintus Lollius Urbicus près de la cité romaine de Tiddis.

Un mausolée porte le nom de Quintus Lollius Urbicus près de la cité antique Tiddis qui dépendait de Cirta, dans la province romaine de Numidia cirtensis (actuellement dans la wilaya de Constantine en Algérie). Ce mausolée fut construit en hommage à sa famille.